# Cristicaudus garhwalensis
Cristicaudus garhwalensis är en stekelart som beskrevs av Das och Chakrabarti 1991. Cristicaudus garhwalensis ingår i släktet Cristicaudus och familjen bracksteklar. Inga underarter finns listade i Catalogue of Life.